# Man (Costa d'Avorio)
Man è una città, sottoprefettura e comune  della Costa d'Avorio, capoluogo del distretto di Montagnes.
È sede vescovile cattolica.